# K2-76
K2-76, EPIC 206432863 — одиночная звезда в созвездии Водолея на расстоянии приблизительно 2306 световых лет (около 707 парсеков) от Солнца.
Вокруг звезды обращается, как минимум, одна планета.

## Характеристики
K2-76 — жёлтый карлик спектрального класса G. Масса — около 1,02 солнечной, радиус — около 1,28 солнечного, светимость — около 1,147 солнечной. Эффективная температура — около 5806 К.

## Планетная система
В 2016 году командой астрономов, работающих с фотометрическими данными в рамках проекта Kepler K2, было объявлено об открытии планеты.